# Altica ampelophaga
Altica ampelophaga är en skalbaggsart som först beskrevs av Guérin-ménéville 1858.  Altica ampelophaga ingår i släktet Altica, och familjen bladbaggar. Arten har ej påträffats i Sverige.